# Religião de Ryukyu
A religião de Ryukyu é o sistema de crenças nativo das ilhas Ryukyu. Apesar das lendas e tradições variarem ligeiramente de lugar para lugar, de ilha para ilha, a religião é geralmente caracterizada pelo culto aos ancestrais e pelo respeito das relações entre os vivos, os mortos e os deuses e espíritos do mundo natural. Algumas de suas crenças, tais como as relativas aos espíritos genius loci e muitos outros seres entre os deuses e os homens, são indícios de suas origens animistas, assim como sua preocupação com "Mabui" (マブイ), a essência da vida. No decorrer dos anos, a prática religiosa tem sido influenciada por religiões chinesas (Taoísmo, Confucionismo e crenças populares), o Budismo, o Xintoísmo japonês. Uma de suas características mais antiga é a crença na "onarigami" (オナリガミ), a superioridade espiritual das mulheres sobre os homens, o que permitiu o desenvolvimento de um "Noro" (sacerdotisa) e um culto significativo para "yutas" (médiuns).

## Adoração da Casa
A religião, com ênfase no culto ancestral, é baseado essencialmente na casa da família. O mais antigo parente do sexo feminino atua como um celebrador principal, oferecendo rituais aos antepassados, deuses do lar e os familiares que vivem dentro e fora de casa. Ofertas diárias de incenso são feitas e "relatos" das orações são proclamados em voz alta. Relatos em que cada membro da família é descrita para o benefício do ser incorpóreo com quem se fala. O mais antigo parente do sexo feminino também é responsável pela limpeza e manutenção do "butsudan" (altar de antepassados), "hinukan" (deus do lar) e "furugan" (deus do banheiro).

### Os antepassados e sua relação com o tempo
Os Ancestrais Primordiais, de quem toda a vida emana, são "Utin" ("Céu", o pai), "Jiichi" ("Terra", a mãe), e "Ryugu" ("Mar", o lugar onde nascemos). Eles surgiram e existiram, junto com "Kami", ou os deuses do mundo, durante o "Usachi-yu", a "Era Ancestral". Eles são vistos como os criadores de todas as coisas e são adorados no "utaki" (御岳) da comunidade. Ancestrais que vivem em um passado distante, mas não no "Usachi-yu" - isto é, os antepassados que viveram cerca de 25 gerações atrás, mas não conviveram com os deuses no início dos tempos - diz-se que estão vivendo em "Nakaga-yu", a "Idade Média". Estes antepassados são cultuados como espíritos coletivos chamados de "futuchi" ("futuki"), cujo culto está focada geralmente em templos budistas. Outros, ancestrais mais imediatos são aqueles que viveram entre os dias de hoje e os vinte e cinco gerações atrás, um período de tempo chamado "Ima-ga-yuu", a "Era Contemporânea". Eles são os consagrados nos "butsudans", e são esses antepassados que visita em ocasiões especiais na casa e no haka (túmulo da família).

### Butsudan

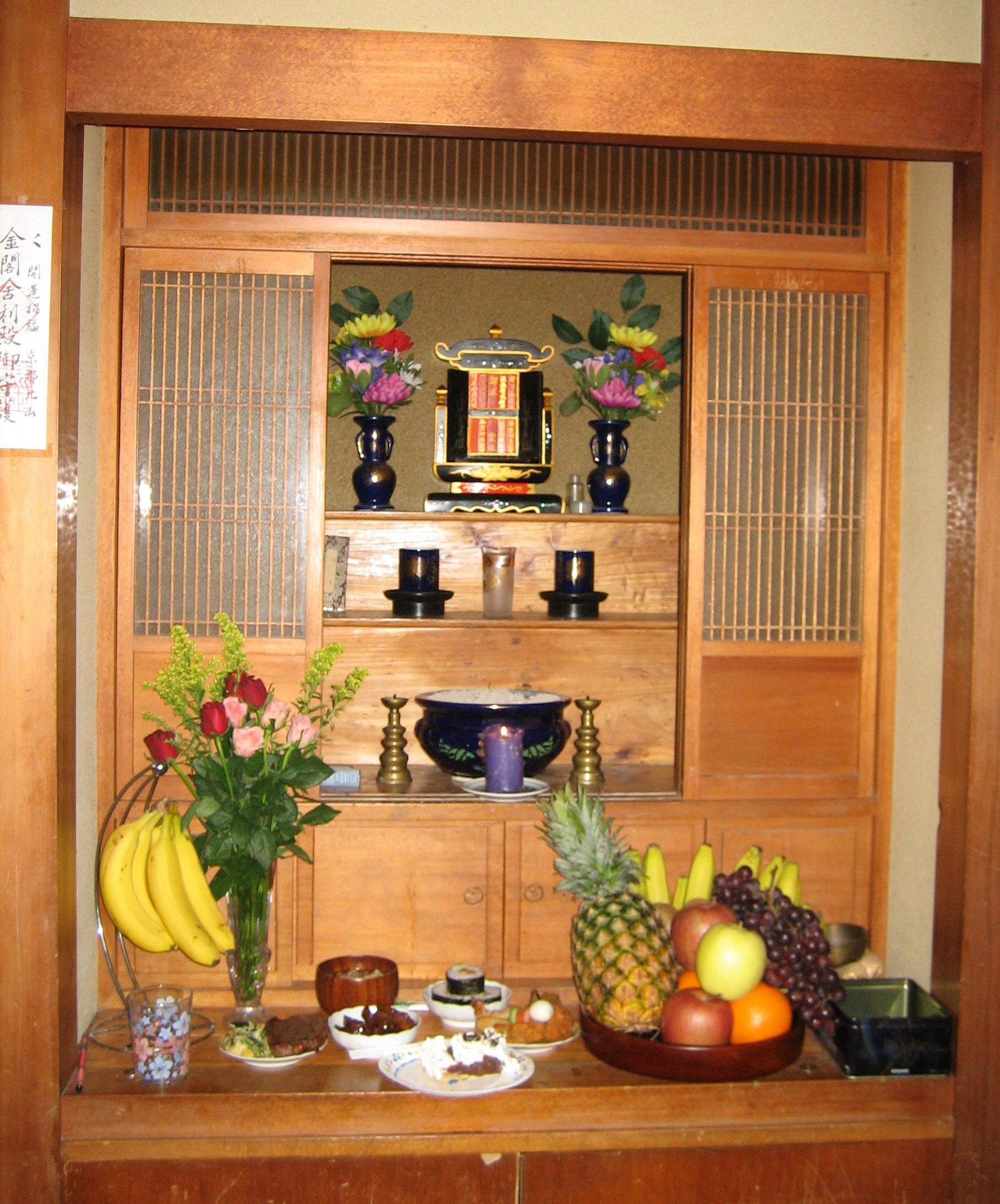
Butsudan de Ryukyu

O Butsudan é o locus principal de adoração dos ancestrais. É um espaço, geralmente um pequeno armário, dedicado ao altar da família e memorial com pequenas lápides ilustrando os nomes dos antepassados. Incenso e álcool são oferecidos aos antepassados no Butsudan. No costume Ryukyu, o Butsudan (仏坛literalmente "Buda prateleira") não abriga uma estátua de Buda. Ele abriga lápides inscritas com os nomes dos antepassados da família. O Butsudan é colocado em uma sala chamada "ichibanza" (一番座 literalmente "primeiro assento" e esta sala também serve como o quarto de hóspedes). A prática de colocar lápides ancestrais no Butsudan, acredita-se, deriva da influência do Confucionismo ,儒教 "jukyou". O Butsudan é passado de geração em geração, do primeiro filho ao primeiro filho. Somente aqueles que herdaram a casa dos pais e deram continuidade à linhagem possuem um Butsudan. O Butsudan serve como ponto de encontro da família em feriados especiais, por exemplo, Ano Novo e Obon. Normalmente, o Butsudan recebe oferendas de incenso, chá, água e arroz cozidos. Durante os festivais o Butsudan é ricamente adornado com ofertas de abacaxi, manga, maçã, tangerinas, frutas tropicais exóticas, cana de açúcar, e bolinhos de arroz. Durante estes períodos, as famílias podem, ocasionalmente, oferecer o álcool, na forma de sake ou "awamori".

### Hinukan
O hinukan é o deus do lar, representado por três pedras pequenas geralmente localizadas na cozinha. Como seu nome sugere, ele é essencialmente um deus do fogo, mas mais especificamente, é o guardião do "fogo família"; o seu culto é presidido pela matriarca da família. A hinukan comunitária, por extensão, é a guardiã do fogo sagrado comunal, o seu culto é presidido pelo sacerdotisa da comunidade. O hinukan, embora habite a casa da família, não a considera sua casa, e de fato a deixa para celebrar o Ano Novo Solar.

### Fuuru nu Kami
O fuuru nu kamiou, ou "deus do banheiro", é o protetor da família na área de resíduos. O banheiro, sem este deus benevolente, poderia se tornar um lugar de má influência e assombrações em potencial (como por uma "akaname", ou outro espírito negativo, atraído pelo acúmulo de detritos, dejetos e abandonados pelo corpo humano). Por ser considerado um deus doméstico primário, o habitat do fuuru nu kami, o banheiro, é mantido limpo e é concebido para garantir o comportamento respeitoso. Relatos sobre o estado da família são entregues regularmente ao fuuru nu kami.

## O túmulo
Tradicionalmente, as reuniões periódicas da família geralmente ocorrem no "shinju" ("haka") da família, ou túmulo. Os túmulos se assemelham a casas, complementadas com um pátio ("naa"), marcadores do nome da família, e "varanda" sobre o qual as ofertas são depositadas. Dentro da tumba são armazenados os restos cremados ("funishin") de várias gerações de membros da família. Embora as responsabilidades podem variar de a caso a caso. Geralmente é do homem mais velho de uma família a responsabilidade financeira da manutenção para túmulos existentes e criação de novos túmulos quando o velho estiver cheio ou precisar ser destruído. Um tipo muito comun de tumba em muitas áreas é o que, geralmente, é chamado "tumba costas de tartaruga" (em inglês:turtle-back tomb; em japonês: kamekokata), cujo telhado possui um formato semelhante à carapaça de uma tartaruga.
Existem vários tabus em relação ao túmulo. É rude apontar a um túmulo, falar alto sobre os mortos em torno de um túmulo, ou tirar fotos de um túmulo sem autorização expressa. É considerado perigoso para profanar um túmulo com graffiti, estragando oferendas, como flores, ou danificar o túmulo de qualquer forma. Também pode ser considerado perigoso se aproximar de um túmulo sem a devida autorização (como conhecer a família) ou para visitar um túmulo à noite.
Durante uma reunião de família típica ao túmulo, incensos, alimentos, oferendas e orações são oferecidas aos antepassados e, em seguida, uma piquenique é realizada para todos os presentes.
Especialmente importante é o trigésimo terceiro ano após a morte de um familiar. Neste momento, acredita-se que o falecido tenha deixado o mundo para se juntar a todos os outros antepassados no além.
Embora não sejam "haka", os túmulos reais do Reino de Ryukyu estão localizados na Tamaudun.